# Peter Ablinger
Peter Ablinger (Schwanenstadt, 15 de marzo de 1959 - Berlín, 17 de abril de 2025) fue un compositor y artista sonoro austriaco. 

## Biografía
Estudió piano y composición musical en Graz y Viena; mudándose a Berlín en 1982 e impartiendo clases en la Escuela de Música de Berlín-Kreuzberg hasta 1990, año desde el cual se volvió un compositor independiente. Fundó el conjunto Zwischentöne en 1988.
Entre 1990 y 1992, fue el director artístico del festival Klangwerkstatt de Berlín y desde 1993 catedrático invitado de diversas universidades en Graz, Darmstadt, Hamburgo y Praga. Compuso música de cámara hasta 1994, cuando comenzó a componer melodías electroacústicas; habiendo trabajado también en una serie de composiciones tituladas Weiss-Weisslich desde 1980. En 2005 se decía que había compuesto  un "proyecto de ópera única" en Graz. Desde 1993 ha sido profesor invitado en varias universidades de Graz, Darmstadt, Hamburgo y Praga.  